# Pinebook
Pinebook — легкий і дешевий ноутбук від компанії Pine64, який було анонсовано в листопаді 2016 року, а виробництво розпочалося у квітні 2017 року. Він використовує одноплатний комп'ютер Pine A64 від компанії Pine64 і коштує 89 або 99 $ за 11,6" або 14" дюймову модель. Його зовнішній вигляд нагадує MacBook Air.

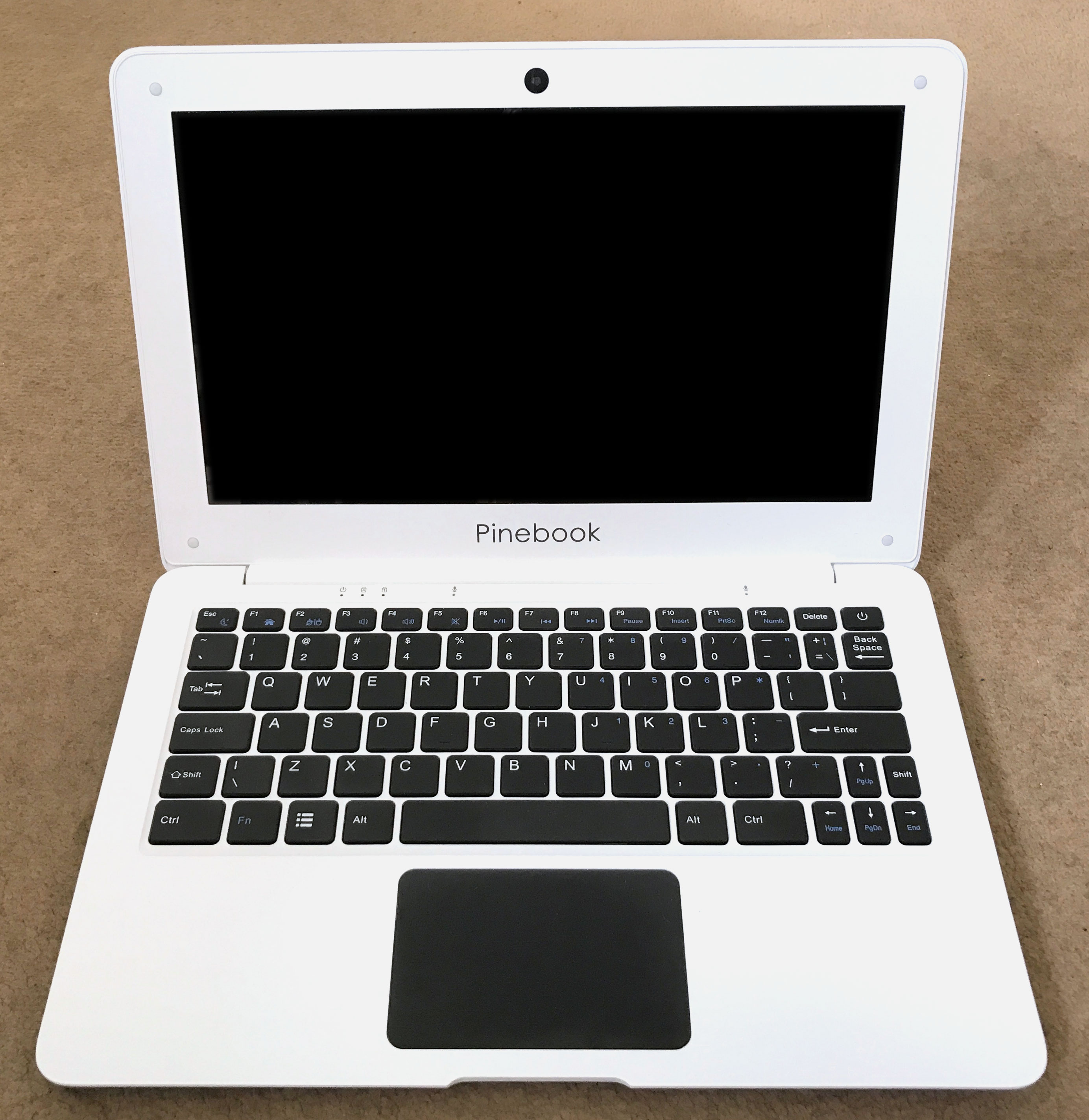
Pinebook

На відміну від традиційних ноутбуків, він використовує 64-розрядний чотирьохядерний CPU ARM 1,2 ГГц Cortex A53, а також 2 Гб оперативної пам'яті LPDDR3 та графічний процесор Mali 400 MP2. Замість жорсткого диска він використовує 16 Гб флеш-пам'яті eMMC 5.0, що розширюється до 64 ГБ, обсяг пам'яті можна збільшити, використовуючи картку microSD до 256 ГБ.
Він підтримує бездротові мережі Wi-Fi 802.11bgn та Bluetooth 4.0, має 2 порти USB 2.0, 1 міні-порт HDMI та роз'єм для навушників. Він також містить 2 динаміки, що опускаються донизу. Роздільна здатність РК-екрана TN становить 1366 x 768, її вага 1,04 кг (11,6 «) або 1,26 кг (14») відповідно.
Pinebook підтримує операційні системи Linux і Android .
Pinebook тепер не може працювати виключно на вільному ПЗ (грудень 2017 року), а вибір ядра linux обмежений старою не підтримується версією (3.10) з двійковими блокуваннями для підтримки більшої частини апаратного забезпечення, включаючи графіку Малі або будь-який вид 2D або 3D-прискорення.
В даний час ведеться робота з інтеграції підтримки в основне ядро Linux, але виробник ЦП (Allwinner) славиться відсутністю інтересу до підтримки Open Source.